# Copa Italia 1962-63
La Copa Italia 1962-63 fue la 16ª edición de la Copa Italia. Inició el primero de septiembre de 1962 y finalizó el 2 de junio de 1963.
La Copa contaba con una primera ronda más una ronda adicional que reducía a los ganadores de la primera ronda de 19 a 16.

## Primera Ronda

### Primer Turno
| Equipo 1         | Resultado    | Equipo 2          |
| ---------------- | ------------ | ----------------- |
| Lazio            | 0 - 3        | Fiorentina        |
| Udinese          | 0 - 3        | Genoa             |
| Cagliari         | 1 - 5        | AS Roma           |
| Catanzaro        | 3 - 0        | SPAL              |
| Messina          | 2 - 1        | Napoli            |
| Bari             | 1 - 0        | Palermo           |
| Como             | 2 - 4 (pro.) | Atalanta BC       |
| Cosenza          | 3 - 4 (pro.) | Catania           |
| Alessandria      | 0 - 5        | Internazionale    |
| Padova           | 2 - 1        | Lenerossi Vicenza |
| Parma            | 0 - 1        | Milan             |
| Pro Patria       | 1 - 2        | Sampdoria         |
| Triestina Calcio | 1 - 1 (pro.) | Torino            |
| Sambenedettese   | 0 - 1        | Bologna           |
| Foggia           | 3 - 0        | Modena            |
| Brescia          | 2 - 5        | Juventus          |
| Simmenthal-Monza | 2 - 3        | Venezia           |
| Lucchese         | 1 - 1 (pro.) | Mantova           |
| Hellas Verona    | 3 - 0        | Lecco             |

Turno especial

Al ser 19 equipos debió jugarse esta ronda especial para obtener un total de 16 equipos que disputen los octavos de final
| Equipo 1   | Resultado | Equipo 2  |
| ---------- | --------- | --------- |
| Fiorentina | 0 - 2     | Genoa     |
| AS Roma    | 3 - 1     | Catanzaro |
| Foggia     | 0 - 2     | Juventus  |

## Octavos de final
| Equipo 1       | Resultado        | Equipo 2  |
| -------------- | ---------------- | --------- |
| AS Roma        | 2 - 5            | Genoa     |
| Atalanta BC    | 2 - 1            | Catania   |
| Milan          | 0 - 1            | Sampdoria |
| Bologna        | 2 - 2 (pen. 3-4) | Torino    |
| Juventus       | 3 - 1            | Venezia   |
| Bari           | 2 - 0            | Messina   |
| Hellas Verona  | 1 - 1 (pen. 6-5) | Lucchese  |
| Internazionale | 1 - 2            | Padova    |

## Cuartos de final
| Equipo 1    | Resultado    | Equipo 2      |
| ----------- | ------------ | ------------- |
| Atalanta BC | 2 - 0        | Padova        |
| Bari        | 2 - 1 (pro.) | Genoa         |
| Sampdoria   | 0 - 2        | Torino        |
| Juventus    | 0 - 1        | Hellas Verona |

## Semifinal
| Equipo 1    | Resultado | Equipo 2      |
| ----------- | --------- | ------------- |
| Torino      | 2 - 1     | Hellas Verona |
| Atalanta BC | 1 - 0     | Bari          |

## Final

### Final
| 2 de junio de 1963 | Atalanta BC           | 3:1     | Torino      | Estadio San Siro, Milán                                       |                                                               |
|                    | Domenghini 4' 48' 81' | Reporte | 83' Ferrini | Asistencia: 30.000 espectadores Árbitro(s): Antonio Sbardella | Asistencia: 30.000 espectadores Árbitro(s): Antonio Sbardella |

|                               |
| Campeón Atalanta BC 1° título |

## Goleadores
| Jugador           | Club          | Goles |
| ----------------- | ------------- | ----- |
| Angelo Domenghini | Atalanta BC   | 5     |
| Bruno Nicolè      | Juventus      | 4     |
| Dino Da Costa     | Atalanta BC   | 3     |
| Nicola Ciccolo    | Hellas Verona | 3     |
| Giampaolo Piaceri | Torino        | 3     |